# Prêmios Globo de Ouro de 2006

Prêmios Globo de Ouro de 2006

 16 de janeiro de 2006
Filme - Drama:
Brokeback Mountain
Filme - Comédia ou Musical:
Walk the Line
Série de televisão – Drama:
Lost
Série de televisão – Comédia ou Musical:
Desperate Housewives
Minissérie ou Filme para televisão:
Empire Falls
Prêmios Globo de Ouro 

← 2005  ·  2007 →
Os Prêmios Globo de Ouro de 2006 (no original, em inglês, 62nd Golden Globe Awards) honraram os melhores profissionais de cinema e televisão, filmes e programas televisivos de 2005. Os candidatos nas diversas categorias foram escolhidos pela Associação de Imprensa Estrangeira de Hollywood (AIEH) e os nomeados anunciados em 13 de dezembro de 2005.
Na cerimônia, Brokeback Mountain liderou as indicações, com um total de sete. Em relação às vitórias, Brokeback Mountain foi coroado como melhor filme de drama e Walk the Line melhor filme de comédia ou musical. Além disso, Ang Lee, diretor de Brokeback Mountain, foi coroado como melhor diretor.

## Vencedores e nomeados

### Cinema
| Melhor filme | Melhor filme |
| Drama | Comédia ou Musical |
| --- | --- |
| - Brokeback Mountain - The Constant Gardener - Good Night, and Good Luck. - A History of Violence - Match Point | - Walk the Line - Mrs. Henderson Presents - Pride & Prejudice - The Producers - The Squid and the Whale |
| Melhor atuação em filme de drama | |
| Ator | Atriz |
| - Philip Seymour Hoffman – Capote - Russell Crowe – Cinderella Man - Terrence Howard – Hustle & Flow - Heath Ledger – Brokeback Mountain - David Strathairn – Good Night, and Good Luck.                                                   | - Felicity Huffman – Transamerica - Maria Bello – A History of Violence - Gwyneth Paltrow – Proof - Charlize Theron – North Country - Ziyi Zhang – Memoirs of a Geisha |
| Melhor atuação em filme de comédia ou musical | |
| Ator | Atriz |
| - Joaquin Phoenix – Walk the Line - Jeff Daniels – The Squid and the Whale - Johnny Depp – Charlie and the Chocolate Factory - Nathan Lane – The Producers - Cillian Murphy – Breakfast on Pluto - Pierce Brosnan – The Matador            | - Reese Witherspoon – Walk the Line - Judi Dench – Mrs. Henderson Presents - Keira Knightley – Pride & Prejudice - Laura Linney – The Squid and the Whale - Sarah Jessica Parker – The Family Stone |
| Melhor atuação coadjuvante em filme – drama, comédia ou musical | |
| Ator coadjuvante | Atriz coadjuvante |
| - George Clooney – Syriana - Matt Dillon – Crash - Will Ferrell – The Producers - Paul Giamatti – Cinderella Man - Bob Hoskins – Mrs. Henderson Presents                                                                                   | - Rachel Weisz – The Constant Gardener - Scarlett Johansson – Match Point - Shirley MacLaine – In Her Shoes - Frances McDormand – North Country - Michelle Williams – Brokeback Mountain |
| Melhor direção | Melhor roteiro |
| - Ang Lee – Brokeback Mountain - Woody Allen – Match Point - George Clooney – Good Night, and Good Luck. - Peter Jackson – King Kong - Fernando Meirelles – The Constant Gardener - Steven Spielberg – Munich                              | - Larry McMurtry e Diana Ossana – Brokeback Mountain - Woody Allen – Match Point - George Clooney e Grant Heslov – Good Night, and Good Luck. - Paul Haggis e Bobby Moresco – Crash - Tony Kushner e Eric Roth – Munich |
| Melhor trilha sonora original | Melhor canção original |
| - John Williams – Memoirs of a Geisha - Alexandre Desplat – Syriana - Harry Gregson-Williams – The Chronicles of Narnia: The Lion, the Witch and the Wardrobe - James Newton Howard – King Kong - Gustavo Santaolalla – Brokeback Mountain | - "A Love That Will Never Grow Old" – Gustavo Santaolalla e Bernie Taupin (Brokeback Mountain) - "Christmas in Love" – Tony Renis e Marva Jan Marrow (Christmas in Love) - "There's Nothing Like a Show on Broadway" – Mel Brooks (The Producers) - "Travelin' Thru" – Dolly Parton (Transamerica) - "Wunderkind" – Alanis Morissette The Chronicles of Narnia: The Lion, the Witch and the Wardrobe) |
| Melhor filme em língua estrangeira | |
| - Paradise Now ( Palestina) - Kung Fu Hustle ( China) - Joyeux Noël ( França) - Wu ji ( China) - Tsotsi ( África do Sul) | |

#### Filmes com múltiplas nomeações
| Nomeações | Filme                                                          |
| --------- | -------------------------------------------------------------- |
| 7         | Brokeback Mountain                                             |
| 4         | Good Night, and Good Luck.                                     |
| 4         | Match Point                                                    |
| 4         | The Producers                                                  |
| 3         | The Constant Gardener (filme)                                  |
| 3         | Mrs. Henderson Presents                                        |
| 3         | The Squid and the Whale                                        |
| 3         | Walk the Line                                                  |
| 2         | The Chronicles of Narnia: The Lion, the Witch and the Wardrobe |
| 2         | Cinderella Man                                                 |
| 2         | Crash                                                          |
| 2         | A History of Violence                                          |
| 2         | King Kong                                                      |
| 2         | Memoirs of a Geisha                                            |
| 2         | Munich                                                         |
| 2         | North Country                                                  |
| 2         | Pride & Prejudice                                              |
| 2         | Syriana                                                        |
| 2         | Transamerica                                                   |

#### Filmes com múltiplos prêmios
| Prêmios | Filme              |
| ------- | ------------------ |
| 4       | Brokeback Mountain |
| 3       | Walk the Line      |

### Televisão
| Melhor série | Melhor série |
| Drama | Comédia ou musical |
| --- | --- |
| - Lost - Commander in Chief - Grey's Anatomy - Prison Break - Rome | - Desperate Housewives - Curb Your Enthusiasm - Entourage - Everybody Hates Chris - My Name Is Earl - Weeds                                                                                      |
| Melhor atuação em série de drama | |
| Ator | Atriz |
| - Hugh Laurie – House - Patrick Dempsey – Grey's Anatomy - Matthew Fox – Lost - Wentworth Miller – Prison Break - Kiefer Sutherland – 24                               | - Geena Davis – Commander in Chief - Patricia Arquette – Medium - Glenn Close – The Shield - Kyra Sedgwick – The Closer - Polly Walker – Rome                                                    |
| Melhor atuação em série de comédia ou musical | |
| Ator | Atriz |
| - Steve Carell – The Office - Zach Braff – Scrubs - Larry David – Curb Your Enthusiasm - Jason Lee – My Name Is Earl - Charlie Sheen – Two and a Half Men              | - Mary-Louise Parker – Weeds - Marcia Cross – Desperate Housewives - Teri Hatcher – Desperate Housewives - Felicity Huffman – Desperate Housewives - Eva Longoria – Desperate Housewives         |
| Melhor atuação em minissérie ou filme para televisão | |
| Ator | Atriz |
| - Jonathan Rhys Meyers – Elvis - Kenneth Branagh – Warm Springs - Ed Harris – Empire Falls - Bill Nighy – The Girl in the Café - Donald Sutherland – Human Trafficking | - S. Epatha Merkerson – Lackawanna Blues - Halle Berry – Their Eyes Were Watching God - Kelly Macdonald – The Girl in the Café - Cynthia Nixon – Warm Springs - Mira Sorvino – Human Trafficking |
| Melhor atuação coadjuvante em série, minissérie ou filme para televisão                                                                                                | |
| Ator coadjuvante | Atriz coadjuvante |
| - Paul Newman – Empire Falls - Naveen Andrews – Lost - Jeremy Piven – Entourage - Randy Quaid – Elvis - Donald Sutherland – Commander in Chief                         | - Sandra Oh – Grey's Anatomy - Candice Bergen – Boston Legal - Camryn Manheim – Elvis - Elizabeth Perkins – Weeds - Joanne Woodward – Empire Falls                                               |
| Melhor minissérie ou filme para televisão | |
| - Empire Falls - Into the West - Lackawanna Blues - Sleeper Cell - Blackpool - Warm Springs                                                                            | |

#### Séries com múltiplas nomeações
| Nomeações | Série                |
| --------- | -------------------- |
| 5         | Desperate Housewives |
| 4         | Empire Falls         |
| 3         | Commander in Chief   |
| 3         | Elvis                |
| 3         | Grey's Anatomy       |
| 3         | Lost                 |
| 3         | Warm Springs         |
| 3         | Weeds                |
| 2         | Curb Your Enthusiasm |
| 2         | Entourage            |
| 2         | The Girl in the Café |
| 2         | Human Trafficking    |
| 2         | Lackawanna Blues     |
| 2         | My Name Is Earl      |
| 2         | Prison Break         |
| 2         | Rome                 |

#### Séries com múltiplos prêmios
| Prêmios | Série        |
| ------- | ------------ |
| 2       | Empire Falls |